# Sunweb-Napoleon Games Cycling Team/Saison 2014
Dieser Artikel listet Erfolge und Fahrer des Radsportteams Sunweb-Napoleon Games in der Saison 2014 auf.

## Erfolge im Cyclocross 2013/2014
| Datum        | Rennen                                                             | Fahrer             |
| ------------ | ------------------------------------------------------------------ | ------------------ |
| 17. Oktober  | Kermiscross, Ardooie                                               | Klaas Vantornout   |
| 27. Oktober  | Superprestige Ruddervoorde                                         | Klaas Vantornout   |
| 14. Dezember | Vlaamse Industrieprijs Bosduin, Kalmthout                          | Kevin Pauwels      |
| 21. Dezember | bpost bank Trofee - Grote Prijs Rouwmoer, Essen                    | Kevin Pauwels      |
| 5. Januar    | National Trophy Series Round 6, Shrewsbury                         | Yorben Van Tichelt |
| 26. Januar   | Ispasterko Udala Sari Nagusia, Ispaster                            | Jim Aernouts       |
| 23. Februar  | bpost bank Trofee - Internationale Sluitingsprijs, Oostmalle (U23) | Yorben Van Tichelt |

## Zugänge – Abgänge
| Zugänge                | Team 2013                   | Abgänge       | Team 2014 |
| ---------------------- | --------------------------- | ------------- | --------- |
| Dominique Cornu        | Topsport Vlaanderen-Baloise | Braam Merlier | Unbekannt |
| Dieter Vanthourenhout  | BKCP-Powerplus              |               |           |
| Michael Vanthourenhout | BKCP-Powerplus              |               |           |

## Mannschaft
| Name                   | Geburtstag        | Nationalität |              |
| ---------------------- | ----------------- | ------------ | ------------ |
| Jim Aernouts           | 23. März 1989     | Belgien      |              |
| Vinnie Braet           | 12. August 1991   | Belgien      |              |
| Dominique Cornu        | 10. Oktober 1985  | Belgien      |              |
| Tim Merlier            | 30. Oktober 1992  | Belgien      |              |
| Kevin Pauwels          | 12. April 1984    | Belgien      |              |
| Yorben Van Tichelt     | 12. Juli 1994     | Belgien      |              |
| Dieter Vanthourenhout  | 20. Juni 1985     | Belgien      |              |
| Michael Vanthourenhout | 10. Dezember 1993 | Belgien      |              |
| Klaas Vantornout       | 19. Mai 1982      | Belgien      |              |
| Gianni Vermeersch      | 19. November 1992 | Belgien      |              |
| Stagiaires             | Stagiaires        | Nationalität | Nationalität |
| Jonas Degroote         | Jonas Degroote    | Belgien      |              |